# Françoise Lépine
Pour les articles homonymes, voir Lépine.
Françoise Lépine est une actrice française.

## Filmographie

### Cinéma
- 1999 : Entrevue de Marie-Pierre Huster
- 1999 : Belle Maman de Gabriel Aghion : Nathalie
- 1999 : Cinq minutes de détente de Tomas Romero : Madame Lénignac
- 2000 : Le Libertin de Gabriel Aghion : Madame Diderot
- 2001 : Origine contrôlée d'Ahmed Bouchaala : L'inspectrice
- 2001 : Belphégor, le fantôme du Louvre de Jean-Paul Salomé : Suzanne Dupré
- 2003 : 7 ans de mariage de Didier Bourdon : Ariane
- 2003 : Laisse tes mains sur mes hanches de Chantal Lauby : Hélène
- 2003 : Mes enfants ne sont pas comme les autres de Denis Dercourt : La journaliste
- 2004 : Arsène Lupin de Jean-Paul Salomé : La duchesse
- 2005 : Un vrai bonheur, le film de Didier Caron : France
- 2006 : Fauteuils d'orchestre de Danièle Thompson : Magali Garrel
- 2011 : Pourquoi tu pleures ? de Katia Lewkowicz : La dame de l'agence immobilière
- 2013 : Demi-sœur de Josiane Balasko : Françoise
- 2013 : Les Garçons et Guillaume, à table ! de Guillaume Gallienne : réplique Guillaume & Maman théâtre
- 2013 : Peuple de Mylonesse, pleurons la Reine Naphus de Éric Le Roch (c-m)
- 2017 : Bonne Pomme de Florence Quentin : Nadine

### Télévision
- 2001 : L'Oiseau rare de Didier Albert : Lise
- 2001 : La vie devant Nous de Marc Chayette : Mme Venturi, mère de Gaël
- 2007 : Qui va à la chasse... d'Olivier Laubacher : Wanda Valmer
- 2009 : Pas de toit sans moi de Guy Jacques : Nathalie
- 2010 : En Apparence de Benoît d'Aubert
- 2011 : Hard (saison 2) : Françoise
- 2015 : La Loi d'Alexandre de Claude-Michel Rome : Marina Pilsky
- 2017 : Rien ne vaut la douceur du foyer de Laurent Jaoui : Françoise
- 2021  : Joséphine, ange gardien (Haute Couture) :  Hélène
- 2025  : Un si grand soleil : Clémence

## Théâtre
- 2002 : Un vrai bonheur de et mise en scène Didier Caron, Théâtre Fontaine
- 2003 : Un vrai bonheur de et mise en scène Didier Caron, Théâtre Hébertot
- 2010 : Une comédie romantique de Gérald Sibleyras, mise en scène Christophe Lidon, Théâtre Montparnasse
- 2018 : Le Lauréat de Terry Johnson, mise en scène Stéphane Cottin, théâtre Montparnasse
- 2019 : Le plus beau dans tout ça de Laurent Ruquier, mise en scène Steve Suissa, Théâtre des Variétés

## Distinctions
- Molières 2018 : nomination au Molière de la comédienne dans un second rôle pour Le Lauréat